# Reino del Ponto
El reino del Ponto (en griego antiguo: Βασιλεία τοῦ Πόντου, Basileía toû Póntou, en latín: Regnum Pontii) fue un Estado helenístico de la Antigüedad fundado en el año 281 a. C. tras las guerras de los Diádocos por Mitrídates I, procedente de una dinastía de origen persa la cual podría provenir de Darío I y la dinastía aqueménida. Estaba localizado al noreste de la península de Anatolia en la propia costa del mar Negro, entre los ríos Fasis y Halis, lugar que se conoce como la región del Ponto. Como Estado helenístico, el reino poseía principalmente una cultura griega y el idioma oficial de facto era el griego, remontándose la presencia griega en el Ponto hasta el siglo VIII a. C.. A los griegos de esta zona se les conoce actualmente como griegos pónticos.
Su nombre deriva de Ponto Euxino, nombre que dieron los griegos jonios al mar Negro. Gradualmente, el territorio se identificó con ese nombre y en algún momento del siglo III a. C. se redujo a Ponto, que significa simplemente mar. Lo más probable es que el nombre de Ponto no fuera originalmente el nombre propio del reino: llegó a serlo sólo durante el reinado del último rey (Mitrídates VI), coincidiendo con su cénit y mayor expansión; lo que provocó una serie de guerras con la República romana conocidas como guerras mitridáticas. Después de la muerte de Mitrídates VI, el reino fue desmantelado por Roma en el año 63 a. C.

## Historia
En su origen fue una satrapía del Imperio aqueménida, consolidada por el sátrapa Ariobarzanes II de Cíos en el año 363 a. C., que consiguió someter a las tribus del interior y estabilizar la satrapía. El porvenir de la región fue alterado radicalmente cuando en el año 334 a. C. Alejandro Magno inició sus campañas en Anatolia. Tras las batallas del Gránico y de Issos el poder de Persia en Asia Menor se derrumbó. La satrapía del Ponto no fue inicialmente ocupada por los ejércitos griegos, generándose un vacío de poder que consolidó a Mitrídates II de Cíos como gobernador.

### Nacimiento

Mapa de los territorios de los Diádocos.

Tras la muerte de Alejandro, Asia Menor fue asignada a Antígono I Monóftalmos por el tratado de Triparadiso de 321 a. C., quedando la región del Ponto en algún momento desconocido como tributaria de Antígono I Monóftalmos. Uno de los asistentes de Antígono era Mitrídates, el hijo del antiguo sátrapa gobernador de Cíos, quien era amigo personal del hijo de Antígono, Demetrio. Antígono asesinó al padre de Mitrídates en su ciudad, Cíos, en el año 302 a. C., posiblemente para evitar su unión a la liga de Casandro y sus confederados. Su intención era también asesinar a Mitrídates con el fin de evitar posibles venganzas, pero antes de que Antígono llevase a cabo sus planes Mitrídates recibió la advertencia de su amigo Demetrio, el hijo de Antígono, avisándole del peligro que corría.  El joven Mitrídates huyó esa noche de Capadocia junto con seis jinetes y se refugió en la fortaleza de Cimiata, en Paflagonia. Tras la derrota de las fuerzas de Antígono y Demetrio en la batalla de Ipsos, el poder macedonio en la región se desvaneció y muchos se unieron a Mitrídates por ver en él al legítimo gobernante de la región por ser miembro de la desaparecida casa real persa. En los años siguientes, Mitrídates I expandió su dominio por el Ponto y libró continuos combates contra los seléucidas. Durante este tiempo creó las bases para el nacimiento de un nuevo reino. Finalmente asumió en el año 281 a. C. el título de rey (Βασιλεύς, basileus). Durante su reinado, Mitrídates I firmó una alianza con la ciudad bitinia de Heraclea Póntica para concederle protección contra Seleuco I Nicátor. Fue sucedido por su hijo Ariobarzanes y enterrado en un mausoleo real ubicado junto a Amasya, la capital inicial del reino. Todos los reyes del Ponto tendrían sepultura junto a él hasta la conquista y conversión de Sinope en capital en el año 183 a. C. Apiano afirma en su obra que Mitrídates era descendiente en octava generación del primer sátrapa del Ponto bajo Darío el Grande y antecesor en sexta de Mitrídates VI. En cambio, los libros de Plutarco afirman que las generaciones entre Mitrídates I y VI del Ponto fueron ocho. Poco más se sabe de su reinado, que concluyó tras 36 años.

### Consolidación

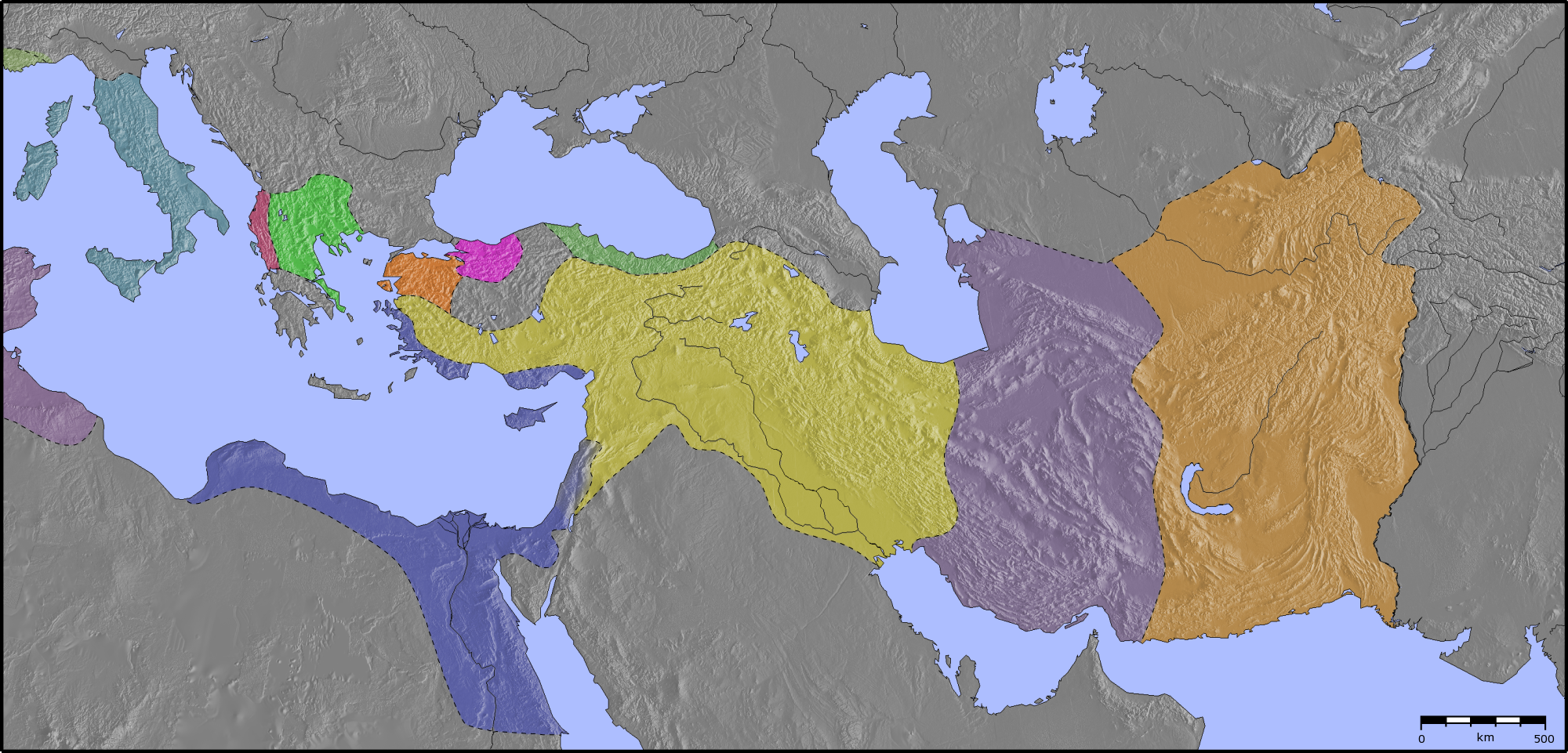
Mapa del mundo helenístico ca. 200 a. C.
República Romana
Cartago
Reino de Epiro
Reino de Macedonia
Egipto lágida
Reino del Ponto
Imperio seléucida
Reino de Pérgamo
Reino de Bitinia
Partos
Reino Grecobactriano

Tras la caída del imperio de Antígono, Ptolomeo, el gobernador de Egipto, se hizo con muchas de sus posesiones en Anatolia. Ptolomeo aprovechó los problemas internos de los seléucidas para iniciar la Primera Guerra Siria en el año 274 a. C. contra los seléucidas, con la pretensión de seguir extendiendo sus dominios en Siria y Asia Menor, lo que le llevó a enfrentarse a varios estados, entre ellos el Ponto. Ariobarzanes derrotó a las fuerzas enviadas en su contra por Ptolomeo I de Egipto con la ayuda de tropas galas, recientemente instaladas en Asia. En estos enfrentamientos, Egipto no consiguió controlar Asia Menor, pero aumentó sus territorios controlando el sur de Siria y Fenicia. Además consolidó su posición como primera potencia naval del Mediterráneo oriental. Después de terminar la guerra en el año 271 a. C., Egipto controlaba numerosos enclaves que se extendían desde las Cícladas a Samotracia, y los puertos y ciudades costeras de Cilicia, Traquea, Panfilia, Licia y Caria. Tras la muerte de Ariobarzanes, su hijo tuvo que hacer frente a una invasión por los gálatas, que fueron expulsados con éxito.
Años después, en el año 260 a. C., comenzó la Segunda Guerra Siria en la que Antígono Gónatas y Antíoco II Theos, sucesor de Antíoco I Sóter, se aliaron y atacaron a Ptolomeo II, quien por su parte intentó atraer a su bando a Eumenes I de Pérgamo. La guerra concluyó en el año 253 a. C. con la derrota de la flota egipcia en Cos, en la que el faraón perdió el predominio naval en el Egeo. Esto motivó la pérdida del control de muchos territorios por parte de Egipto en Asia Menor y que el Reino del Ponto entrase dentro de la esfera de influencia seléucida. Egipto continuó controlando algunas ciudades del sur de Anatolia, sin seguir influyendo decisivamente en la región.

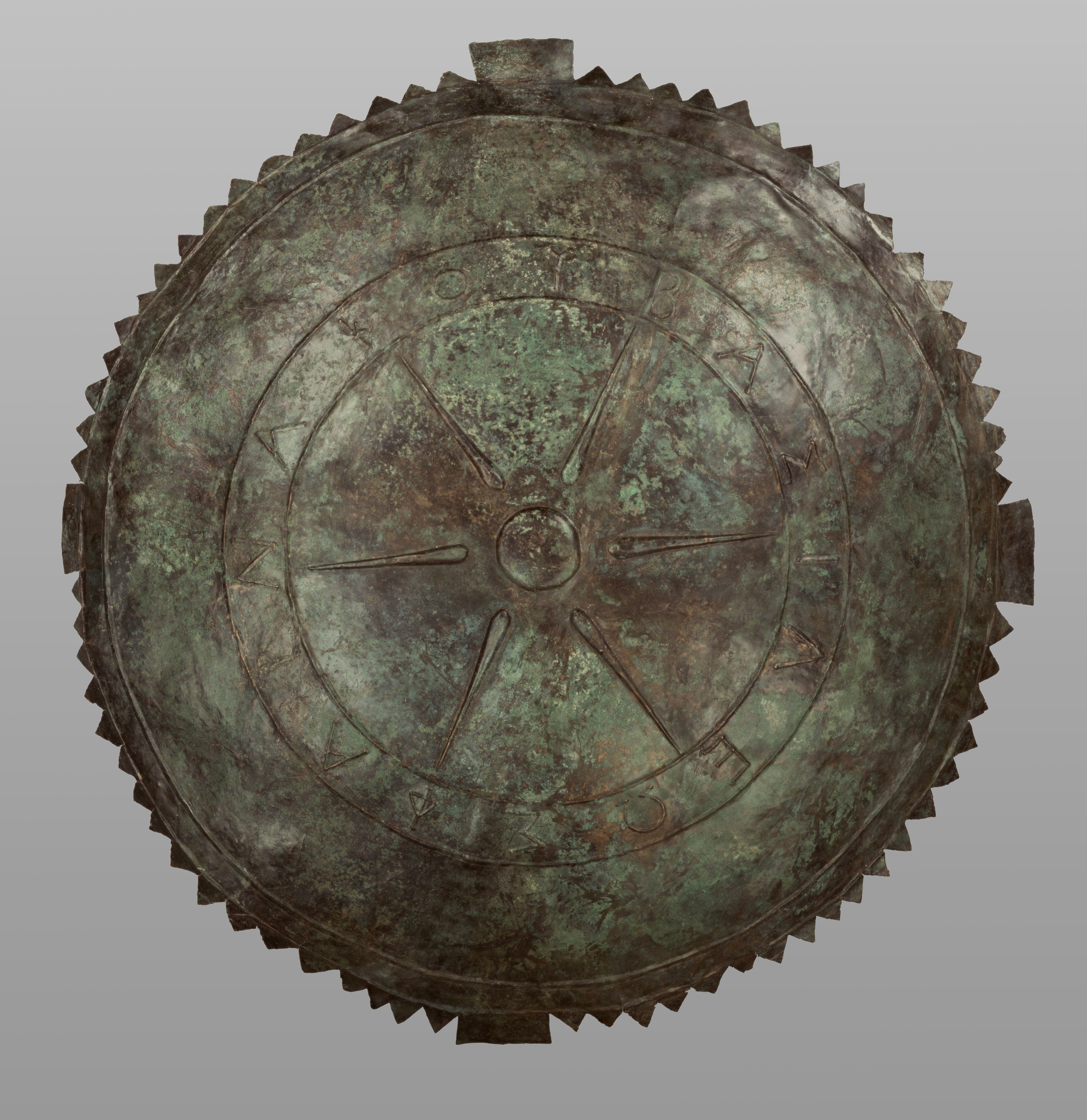
Escudo con el nombre de Farnaces.

Mitrídates II consumó la política de acercamiento con los seléucidas casándose con Laódice, hermana de Seleuco II Calinico, recibiendo la provincia de Frigia como dote. En el año 222 a. C. entregó en matrimonio a su hija, la princesa póntica Laódice, a Antíoco III. En 220 a. C. inició una guerra contra la rica ciudad griega de Sínope, que contó con ayuda enemiga enviada desde Rodas. La aventura militar terminó en fracaso, y por esta época Capadocia se independizó del Ponto bajo su rey Ariarates IV.  No hubo sucesos notables hasta la llegada al trono de Farnaces I del Ponto, quinto rey del Ponto, quien entre los años 184 a. C. y 170 a. C. tras la Guerra Romano-Siria involucró al Ponto en un conflicto con varios de sus vecinos, entre ellos el Reino de Pérgamo gobernado por Eumenes II, quien había extendido ampliamente el reino hacia el este a costa de los seléucidas, lo que llevó a algunos enfrentamientos y a repetidas embajadas de ambos a Roma. Durante el transcurso de la guerra, los pónticos conquistaron en el año 183 a. C. la ciudad libre de Sinope, convirtiéndola en la capital del reino. Los rodios, protectores de ésta, enviaron una embajada a Roma protestando por la agresión, pero no obtuvieron resultado. En el 181 a. C., sin esperar la vuelta de su embajador, Farnaces mandó a Leocrito junto con diez mil hombres a saquear la tierra de los Galatas. En primavera, reunió sus tropas nuevamente con la pretensión de invadir Capadocia, gobernada por Ariarates IV. Eumenes, al ver violados los tratados, también se puso al frente de su ejército, pero las hostilidades se suspendieron pronto, con la llegada de los enviados del senado romano, dispuestos a investigar las causas de la disputa. Se acordaron negociaciones en Pérgamo, pero no obtuvieron resultado y las demandas de Farnaces fueron rechazadas. La guerra continuó hasta el año 179 a. C., cuando Farnaces fue incapaz de hacer frente a las fuerzas combinadas de sus enemigos y solicitó un acuerdo de paz, viéndose obligado a ceder sus conquistas en Paflagonia y Capadocia a excepción de Sínope. El reino es heredado por su hermano Mitrídates IV Filopator, que inició una política amistosa del Ponto con Roma y sus aliados, al haber enviado una fuerza en auxilio de Átalo II de Pérgamo contra Prusias II de Bitinia. Su sucesor fue su sobrino Farnaces I del Ponto, quien continuó la política de alianza con Roma, colaborando con barcos y una pequeña fuerza auxiliar en la tercera guerra púnica (150 a. C.-146 a. C.), posteriormente prestó plena asistencia en la guerra contra Aristónico (131 a. C.-130 a. C.). Por sus servicios a Roma fue recompensado por el cónsul Manio Aquilio con la provincia de Frigia. El Senado rescindió las actuaciones del cónsul acusado de soborno, pero Mitrídates mantuvo la posesión de Frigia hasta su muerte. También intentó extender su influencia en la región con el matrimonio de su hija Laódice con Ariarates VI de Capadocia. Su reinado terminó de forma trágica, siendo asesinado en Sínope en una conspiración de su entorno inmediato, que posiblemente incluía a miembros de su familia. En el aspecto cultural, su reinado se caracterizó por fuertes tendencias helenizantes, siendo recordado por sus generosas donaciones a Atenas y Delos y su gran veneración a Apolo.

### Reinado de Mitrídates VI

Oriente Próximo en torno al 100 a. C.

En el año 120 a. C., tras varios años de regencia de su madre, llegó al trono Mitrídates VI. Tras asesinar a su madre y a su hermano, continuó con la política expansionista de su padre, intentando unificar todas las tierras a orillas del Mar Negro: Bitinia, Táurica y Capadocia. Con los recursos necesarios y un ejército capaz, inició un programa de expansión principalmente en la dirección opuesta a los dominios romanos. Rápidamente se apoderó de la Cólquide, la legendaria tierra a la que llegaron Jasón y los argonautas para obtener el vellocino de oro. Extendió su poder por las costas septentrionales del mar Negro donde, seis siglos antes, se habían establecido ciudades griegas en lo que es ahora la Península de Crimea, formando el Reino del Bósforo, al que tomó como protectorado en el año 115 a. C. por su incapacidad de defenderse ante las incursiones escitas. Afirmó la dominación del Ponto sobre Galacia y Capadocia y formó una estrecha alianza con el Reino de Armenia. En el año 91 a. C. expulsó de su trono al rey Nicomedes IV de Bitinia. Roma, recelosa de los planes de Mitrídates, restauró en el 90 a. C. a Nicomedes III en su trono. Al no estar preparado entonces para una guerra contra Roma, Mitrídates se sometió y prometió tropas auxiliares para la guerra Social en Italia.

#### Primera guerra mitridática
El gobernador romano de Asia Manio Aquilio exigió una indemnización para el rey Nicomedes, a la que Mitrídates contestó que él mismo era acreedor de Roma, pues había sobornado a numerosos senadores y no pensaba pagarla. Es entonces cuando Roma incitó a Nicomedes, rey de Bitinia, a invadir el Ponto. Mitrídates por su parte instaló a su hijo como rey de Capadocia en 89 a. C. Estos hechos motivaron el inicio de las hostilidades con Roma. Manio Aquilio se puso al frente del ejército romano de Asia y de Cilicia y de la flota romana que se encontraba en Bizancio. Mitrídates formó un ejército de 300.000 hombres, 130 carros de guerra, 300 navíos, hoplitas griegos, escitas y jinetes armenios. Dividió el ejército en dos cuerpos: el primero enviado al noroeste contra Aquilio y los bitinios; el segundo contra la provincia romana de Asia y Cilicia. En 88 a. C., Mitrídates respondió al ataque de Nicomedes con un potente contraataque. Su comandante, Arquelao, derrotó al ejército bitinio en la Batalla del río Amnias y al ejército romano al mando de Aquilio en la Batalla del Monte Scorobas. El general romano Aquilio fue entregado por la ciudad de Mitilene y ajusticiado, mientras la flota romana del Mar Negro simplemente se rindió. El Ponto pasó a controlar Capadocia, Bitinia y la provincia romana de Asia. La mayoría de las ciudades griegas de Asia Menor, pertenecientes al antiguo Reino de Pérgamo, como la propia Pérgamo, Éfeso y Mileto, recibieron a Mitrídates como un libertador de la explotación romana.

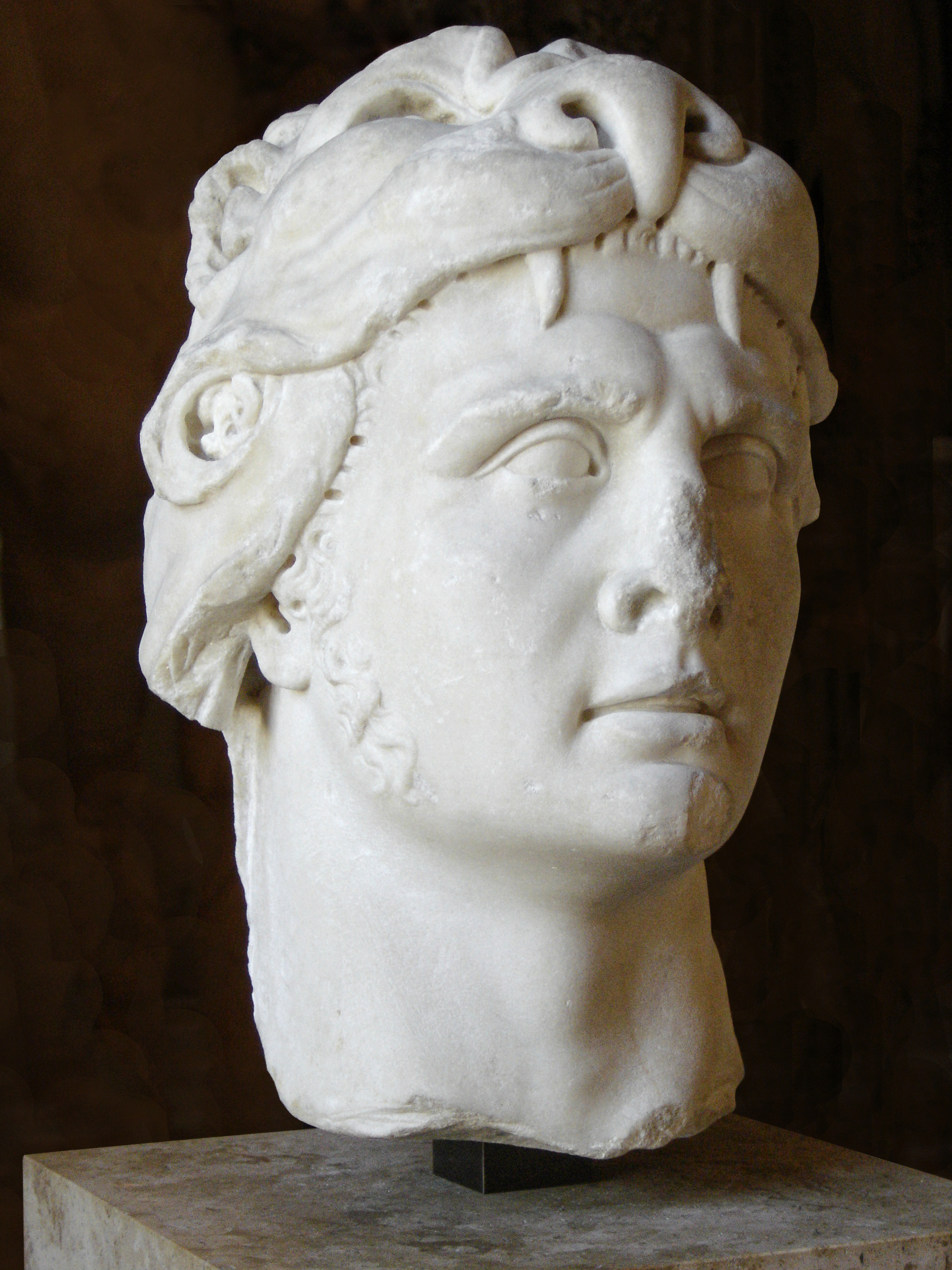
Busto de Mitrídates VI como Heracles. Su invasión de la provincia romana de Asia en el 89 a. C. y, sobre todo, su masacre de empresarios itálicos al año siguiente, le convirtieron en el enemigo público número uno de la República.

De todas las regiones y aliados griegos, solamente los rodios mantuvieron su fidelidad a Roma, lo que provocó que los pónticos emprendiesen la guerra contra ellos, tanto por mar como por tierra, pero sin conseguir doblegar ni romper la voluntad de Rodas. En una de las batallas navales contra los rodios, Mitrídates estuvo cerca de ser capturado. Después de fracasar en sus planes de invadir Rodas, escribió a todas las ciudades griegas de Asia instruyéndolas para que asesinaran a cualquier ciudadano romano que hubiese en Asia. Según las fuentes históricas, alrededor de 80.000 personas fueron ejecutadas en unas jornadas conocidas como las "Vísperas asiáticas".
En el año 88 a. C., tras la rápida y exitosa expansión del Ponto, gran parte de la Grecia continental que estaba igualmente explotada por Roma apoyó a Mitrídates VI. Roma contraatacó enviando a Lucio Cornelio Sila que logró recuperar Beocia, cercar El Pireo y Atenas. Mientras tanto los altos costes de la guerra, que fueron soportados por las ciudades griegas de Asia, motivaron revueltas contra el poder póntico en ciudades costeras como Colofón, Esmirna y Éfeso (87 a. C.). Paralelamente, en la ciudad de Roma, el partido popular se adueñó del Senado, tras el retorno de Cayo Mario desde África propiciado por Lucio Cornelio Cinna. Lo que dejó a Sila en una situación precaria al ser este un conservador contrario a los populares. Los populares iniciaron la persecución y asesinato sistemático de los seguidores de Sila, ensañándose con sus familiares directos, sus amigos y sus propiedades. Mientras, en Grecia, Sila tomó Atenas en el 86 a. C., se enfrentó a las fuerzas pónticas en Queronea y Orcómeno, derrotándolas ambas veces. Ese mismo año Roma, gobernada dictatorialmente por Cinna, envió un ejército a Grecia contra el Ponto y contra Sila. El ejército enviado por el senado estaba al mando del cónsul Lucio Valerio Flaco y del legado Cayo Flavio Fimbria. Valerio fue posteriormente asesinado por dos de sus hombres, por lo que todo el mando recayó en Fimbria. Fimbria cruzó a Bitinia con la ayuda de la ciudad de Bizancio y conquistó algunas ciudades por acuerdo y capturó a otras por la fuerza. Los pónticos se enfrentaron al ejército Romano de Fimbria liderados por el príncipe Mitrídates, hijo de Mitrídates VI, acompañado por los generales Taxiles, Diofanto y Menandro. Se enfrentaron a Fimbria con una gran fuerza, pero sufrieron una derrota aplastante a causa de un ataque nocturno por los romanos, logrando escapar junto con la caballería a Pérgamo. Después de esta derrota gran parte de las ciudades griegas volvieron a alinearse en el bando romano.
Las derrotas pónticas y los cambios políticos habidos en Roma propiciaron una situación desfavorable tanto para Sila como para Mitrídates. Esta coincidencia motivó que los dos hombres se entrevistasen para firmar el tratado de paz de Dárdanos en el 85 a. C., por el cual el Ponto entregó a Sila 70 navíos, 2.000 talentos y renunció a sus posesiones sobre Capadocia y Bitinia.

#### Segunda guerra mitridática
Al finalizar la primera guerra mitridática, Sila dejó a Mitrídates el control de su reinado pese a haber sido derrotado. Murena se quedó en Asia al mando de dos legiones que durante la guerra habían formado parte del contingente dirigido por Cayo Flavio Fimbria. Murena acusó a Mitrídates de estar rearmando sus ejércitos e invadió el Ponto. Cuando fue derrotado por Mitrídates, Murena decidió que lo más sabio era obedecer las órdenes de Sila y dejar al rey y su reino en paz.

#### Tercera guerra mitridática
Mitrídates se recuperó de la guerra apoyándose en su yerno, el rey de Armenia. En el año 75 a. C. murió el rey de Bitinia, Nicomedes, y Roma buscó anexionarse el territorio, declarando bastardo a su heredero. Mitrídates respondió apoyando su derecho al trono e invadió Bitinia y Capadocia. Se alió con Sertorio, que luchaba en Hispania. Inicialmente, en el año 74 a. C., el ejército póntico venció a los romanos invadiendo casi toda la provincia de Asia, pero posteriormente, tras el final de las guerras civiles, el Senado Romano volvió a dirigir su atención hacia el Reino del Ponto, con la intención de vengar las jornadas de las Vísperas asiáticas. Entregó el mando de la campaña a Pompeyo quien, partiendo de Cilicia, se dirigió a través de Capadocia hacia el Alto Éufrates. Pompeyo obtuvo una gran victoria entre el Éufrates y Nicópolis. Mitrídates huyó al Reino del Bósforo donde reorganizó su ejército y planeó, al igual que Aníbal, luchar contra Roma en Italia. En 63 a. C. su hijo Farnaces se sublevó en Panticapea y Mitrídates fue forzado a suicidarse.

### Final del reino
La mitad occidental fue anexionada primero a la provincia de Bitinia, formando la doble provincia de Ponto y Bitinia. La mitad oriental fue entregada al gálata Dejotaros. En el año 47 a. C. Farnaces II, rey del Bósforo e hijo de Mitrídates VI, aprovechó la guerra civil romana para expandir sus dominios, invadió Cólquida y parte del reino de Galacia. El rey gálata Dejotaros, que era vasallo de Roma, pidió ayuda al lugarteniente cesariano de la provincia de Asia, Domicio Calvino. Farnaces se enfrentó rápidamente con las fuerzas romanas provinciales, obteniendo la victoria. Confiado por su victoria, invadió el resto de territorios del antiguo reino de su padre, el Ponto y parte de Capadocia.
César tuvo noticias de los hechos en Egipto e inició la marcha hacia el Ponto para enfrentarse a Farnaces. La batalla entre las tropas cesarianas y las de Farnaces tuvo lugar en el norte de Capadocia, cerca de la ciudad de Zela. El enfrentamiento derivó con celeridad en una victoria romana, aniquilando completamente las fuerzas enemigas. Farnaces huyó hacia el Bósforo con una pequeña sección de sus tropas de caballería. Sin poder alguno, fue asesinado por un antiguo rival al trono del Bósforo. Tras la campaña, Julio César pronunció sus famosas palabras en el Senado: veni, vidi, vici, en alusión a la rapidez y totalidad de su victoria.
El territorio oriental del Ponto fue entregado nuevamente al rey Dejoratos de Galacia. Tras su muerte en 41 a. C., Galacia siguió controlando la mitad oriental del Ponto durante algunos años, con reyes títeres impuestos por Roma hasta su anexión definitiva en el año 63 y su unión a la provincia de Galacia-Capadocia. En el año 62, Nerón dividió el país en tres provincias: Ponto Galático, al oeste; Ponto Polemaniaco, en el centro; y Ponto Capadocio, al este. Ya en el año 295, Diocleciano estableció cuatro provincias: Paflagonia, Diospontus, Ponto Polemaniaco, y Armenia Menor. Severo Alejandro lo unió a Galacia en una sola provincia, desde 248 hasta 279. A comienzos del siglo IV, se volvió al sistema de dos provincias: Diospontus y Ponto Polemaniaco, permaneciendo así hasta el Imperio bizantino.

## Sociedad

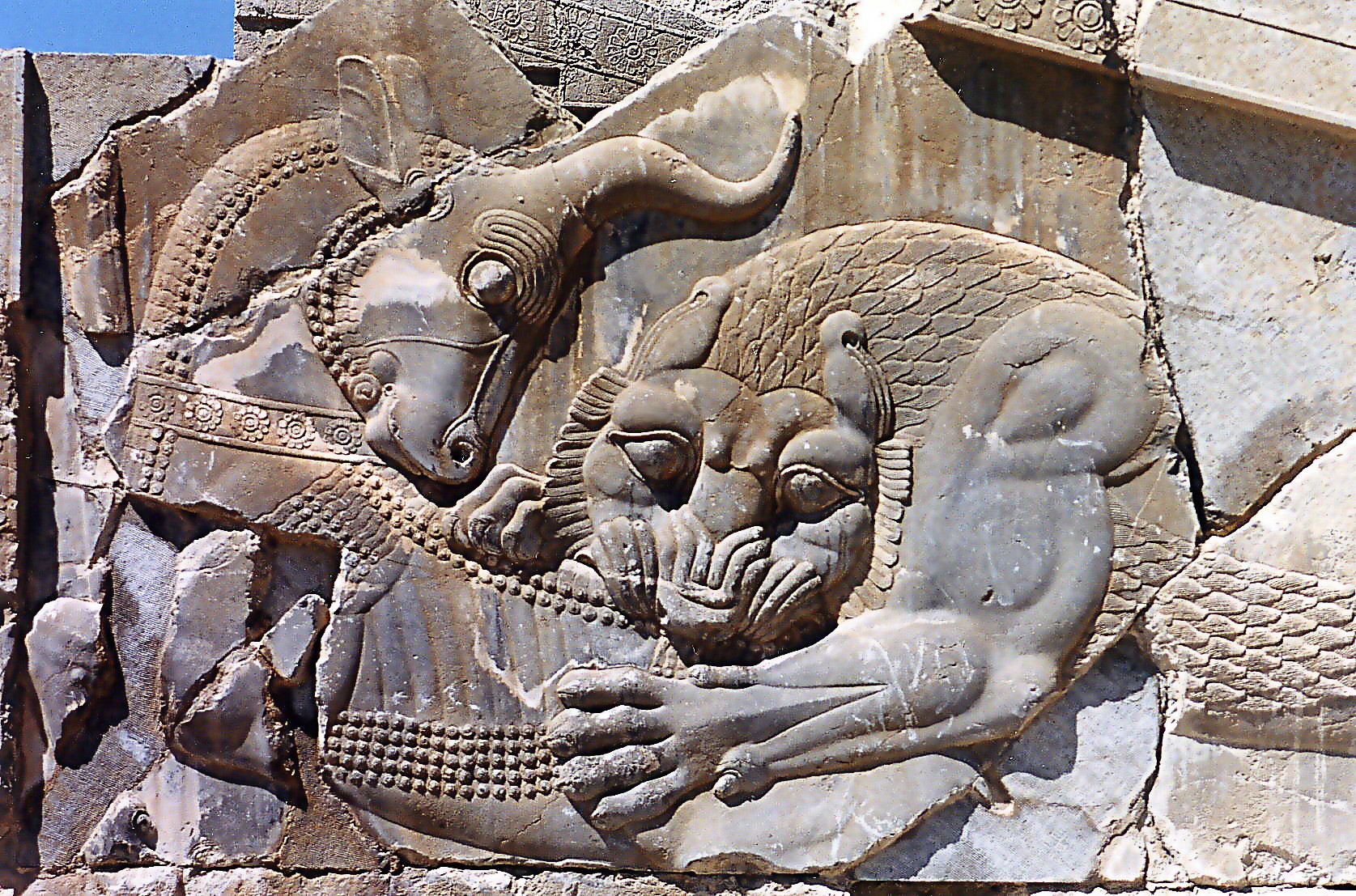
Restos de Persépolis, un ejemplo de arte iranio.

La información disponible, salvo para los últimos reyes pónticos, es muy escasa y fragmentaria. Existen importantes epígrafes y la coincidencia de que el antiguo historiador Estrabón fuera natural de Amasia, la antigua capital del Ponto.
Las conquistas de Alejandro posibilitaron que todo Oriente fuese influenciado por la cultura y las relaciones comerciales griegas, si bien las costas de Anatolia llevaban siglos recibiendo la influencia griega a través de las numerosas colonias que allí se establecieron. Son destacables las dos ciudades que fueron capitales del Reino del Ponto: Amasia y Sinope. En el ámbito militar, también se extendió la influencia griega, introduciéndose la utilización de las falanges por todo Oriente, en combinación con las viejas costumbres iranias como montar a caballo y el arco, artes que debían dominar los reyes del Ponto.
El Reino del Ponto se caracterizó por una marcada distinción entre la clase rural y la urbana. La distancia social entre las clases altas y las bajas fue acentuada por las diferencias culturales prevalentes entre ellas. Las ciudades costeras estaban plenamente helenizadas; en cambio, sólo se puede especular que en algunas zonas rurales penetró la civilización griega. Los territorios montañosos lejanos a la costa siguieron aferrándose tenazmente a sus antiguos lenguajes, costumbres y formas de vida. Sin lugar a dudas, el Ponto es un ejemplo más de la propagación de la cultura helénica después de las conquistas de Alejandro en otras regiones bárbaras. Esto también afectó a la concepción e idea de la realeza, que se vio envuelta en círculos griegos cada vez más influyentes y poderosos, terminando por adoptar las pautas de educación y los criterios sucesorios que predominaban en las grandes dinastías macedonias. Sin obviar la permanencia de ciertos rasgos ancestrales, que permanecieron posiblemente con vistas a legitimar al heredero respecto a la nobleza irania y al conjunto de población indígena, en particular la rural, a la que gustaba ver en el rey la encarnación tradicional de la soberanía, al margen de unos cambios que afectaban ante todo a algunas élites de la sociedad póntica.

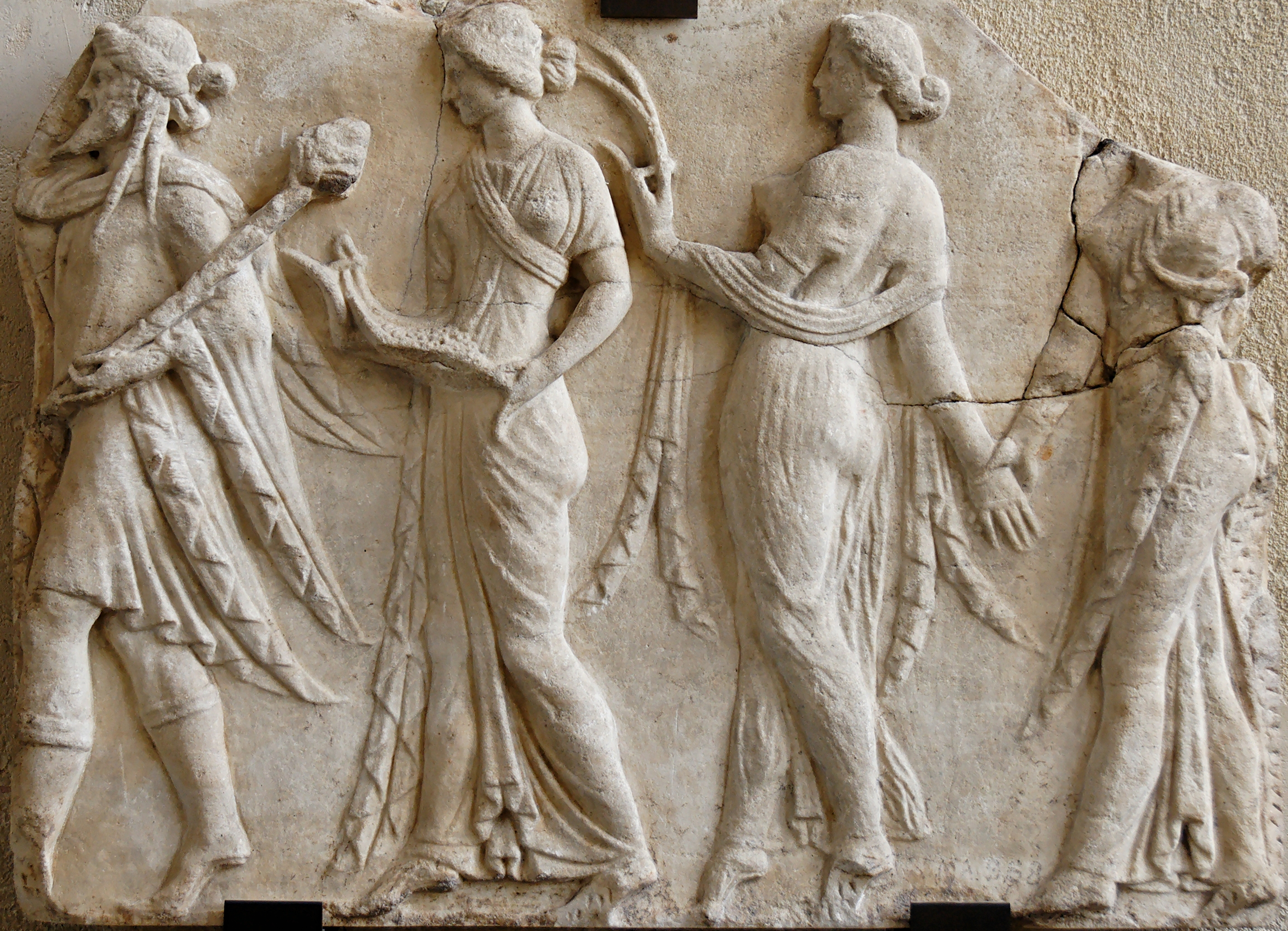
Relieve griego, un ejemplo de arte helenístico. La mayoría de los artistas del Ponto fueron griegos de las colonias de Asia Menor.

La cultura del Reino del Ponto fue una síntesis entre la civilización irania y la helénica, conservando elementos de la época persa e introduciendo otros nuevos procedentes del helenismo. Hubo una evolución gradual hacia este último. Se especula con que, al no tener una lengua propia, se hablaba una amplia variedad de lenguas procedentes de algunas regiones de Anatolia, armenio, cario, frigio, griego, gálata, lidio, licio, pisidio, sidético o tracio. Sin embargo, a partir del siglo III a. C. la región se considera muy helenizada, por lo que es probable que el griego fuese entonces el idioma predominante. Es posible que los descendientes de la aristocracia persa utilizasen el persa antiguo, un dialecto iranio de la rama suroccidental, emparentada con el medo, perteneciente a la noroccidental.

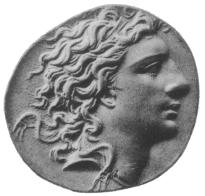
Mitrídates VI. Tetradracma de plata del año 75 a. C. Una muestra clara de la helenización del Ponto, una imitación de los retratos de Alejandro Magno. (Museo Británico, Londres)

A lo largo del Ponto, se practicaban distintas religiones correspondientes a las tradiciones de los pueblos iranios y los nuevos ritos introducidos durante la helenización. Los dioses más venerados fueron Zeus, Afrodita y Heracles. Entre los otros dioses indoiranios reverenciados en el Ponto se incluye Mitra, deidad solar asociada a la nobleza y los guerreros. El Ponto, junto con Partia, fue uno de los refugios principales del mazdeísmo, la vieja religión persa. El propio nombre Mitrídates, nombre de la mayoría de los reyes del Ponto significa don de Mitra.
Según algunos indicios, en el Ponto el derecho de sucesión recaía en el varón primogénito escogido por el soberano, siendo en ocasiones su propio hermano. El criterio parece basarse únicamente en la opinión real, sin tener en cuenta a la nobleza ni al ejército. Existe constancia de que la corte póntica con sede en Sínope se hallaba organizada según el modelo helenístico, con una serie de dignatarios (phíloi), que forman parte del consejo real (synédrion). La admiración de los reyes por la continuación de las costumbres orientales que establecían cierta providencia divina, junto con la costumbre griega de rendir culto a los héroes, dio la base y la forma externa al culto de la dinastía real. Es destacable la imagen mítica de la infancia de Mitrídates VI, llena de tópicos comunes a los reyes fundadores de grandes imperios, debiendo superar numerosas pruebas, pasar un periodo de ascesis, demostrar su capacidad y su control sobre los elementos naturales, combatir con fieras, todo ello con el fin de crear una imagen de ser divino elegido y predestinado a la gloria.

## Gobernantes del Ponto
| Dinastía póntica (281-47 a. C.)                         |                         |                                                                        |                                                           | |
| Mitrídates I (¿-266 a. C.)                              | 281 a. C.-266 a. C.     | -                                                                      | -                                                         | Ariobarzanes |
| Ariobarzanes I (¿-250 a. C.)                            | 266 a. C.-250 a. C.     | -                                                                      | -                                                         | Mitrídates II |
| Mitrídates II (¿-220/210 a. C.)                         | 250 a. C.-220/210 a. C. | Laódice                                                                |                                                           | Mitrídates III, Laódice III y Laódice IV                                                                                     |
| Mitrídates III (¿-254 a. C.)                            | 220/210 a. C.-184 a. C. | Laódice                                                                |                                                           | Mitrídates IV, Farnaces I y Laódice V                                                                                        |
| Farnaces I (¿-155 a. C.)                                | 184 a. C.-155 a. C.     | Nysa                                                                   |                                                           | Mitrídates V y Nisa de Capadocia                                                                                             |
| Mitrídates IV Filopátor Filodelfo (¿-150 a. C.)         | 155 a. C.-150 a. C.     | Laódice V                                                              | -                                                         | - |
| Mitrídates V Evergetes (¿-120 a. C.)                    | 150 a. C.-120 a. C.     | Laódice VI                                                             | -                                                         | Laódice de Capadocia,Mitrídates VI,Mitrídates Cresto, Laódice, Nysa, Roxana y Estatira                                       |
| Mitrídates VI Megas (132-63 a. C.)                      | 120 a. C.-63 a. C.      | Laódice, Monima, Berenice de Quíos, Estratónice del Ponto, Hipsicratea | Regencia en su ausencia de Laódice VI (120-116/113 a. C.) | Mitrídates de Cólquida, Arcatias, Farnaces II, Mitrídates I Cleopatra del Ponto, Dripetina, Atenais Filostorgos II y Xifares |
| Farnaces II (97-47 a. C.)                               | 63 a. C.-47 a. C.       | noble sármata                                                          | Gobierna sobre el reino del Bósforo                       | Darío, Dinamia y Asandro |
| Ponto se convierte en provincia romana (63 a. C.)       |                         |                                                                        |                                                           | |
| Dinastía póntica en el Reino del Bósforo (63 a. C.-278) |                         |                                                                        |                                                           | |